# Schloss Einstein/Staffel 27
Die siebenundzwanzigste Staffel der deutschen Seifenoper Schloss Einstein für Kinder und Jugendliche umfasst 26 Episoden (Folgen 1053–1078).

## Dreharbeiten
Gedreht wurde vom 26. Mai 2023 bis 27. Oktober 2023 in Erfurt und Umgebung, unter anderem auf dem Drosselberg sowie im Steigerwaldstadion.

## Besetzung
Sortiert nach der Reihenfolge des Einstiegs, danach nach den Nachnamen der Schauspieler.
| Schauspieler                                                                        | Rollenname                         | Folgen                     | Jahr | Bemerkungen |
| ----------------------------------------------------------------------------------- | ---------------------------------- | -------------------------- | ---- | --- |
| Prägende Charaktere:                                                                |                                    |                            |      | |
| Schüler:                                                                            |                                    |                            |      | |
| Kiana Ben Attou                                                                     | Maximiliane „Maxi“ Zielenski       | 1053–1078                  | 2024 | Enkelin von Udo Winkler; Tochter von Soraya Zielenski; Mitbewohnerin von Joel und Noah |
| Nelly Borodina                                                                      | Eleonora „Elly“ Hockenbrink        | 1053–1078                  | 2024 | Schwester von Joshua; Mitbewohnerin von Reena und Ava |
| Merle Sophie Eismann                                                                | Annika Barry                       | 1053–1078                  | 2024 | Stiefschwester von Badu; beste Freundin von Nesrin; Redakteurin des NeXpress; Mitbewohnerin von Nesrin und Massuda |
| Janisa Glasow                                                                       | Tahmina „Tahmi“ Ziaar              | 1053–1078                  | 2024 | Nichte von Emilia Amani; Redakteurin des NeXpress |
| Marlon Heinrich                                                                     | Simon Reuter                       | 1053–1078                  | 2024 | Läufer in der Sprint-Staffel |
| Jona Kirchner                                                                       | Mikka Lund-Mayr                    | 1053–1078                  | 2024 | Redakteur des NeXpress |
| Samuel Koch                                                                         | Joel Lucas                         | 1053–1078                  | 2024 | Mitbewohner von Noah und Colin, dann Noah und Maxi |
| Dean-Ryan Kuhlig                                                                    | Leon Gajewsky                      | 1053–1078                  | 2024 | Bruder von Charlotte; Ex-Freund von Io |
| Julie Marienfeld                                                                    | Nesrin Schulze                     | 1053–1078                  | 2024 | Freundin von Marlon; beste Freundin von Annika; Läuferin in der Sprint-Staffel; Mitbewohnerin von Annika und Massuda |
| Sophia Leonie Mauritz                                                               | Reena Kumari                       | 1053–1078                  | 2024 | zweite Stipendiatin des „Berger-Stipendiums“; beste Freundin von Chiara; Freundin von Gustav; Mitbewohnerin von Ava und Elly |
| Tisa Pharischad Kyumyim                                                             | Massuda Maalouf                    | 1053–1078                  | 2024 | Mitbewohnerin von Nesrin und Annika; Läuferin in der Sprint-Staffel |
| Philip Rüger                                                                        | Noah Temel                         | 1053–1078                  | 2024 | Freund von Colin; Mitbewohner von Joel und Colin, dann Joel und Maxi |
| Matti Schneider                                                                     | Marlon Beck                        | 1053–1078                  | 2024 | Freund von Nesrin; Chefredakteur des NeXpress |
| Lance Gernot Simon                                                                  | Karl Walter                        | 1053–1078                  | 2024 | |
| Mia Stieber                                                                         | Ava Eilers                         | 1053–1078                  | 2024 | Schwester von Patrick; Mitbewohnerin von Reena und Elly |
| Georg Trappe                                                                        | Joshua „Joshi“ Hockenbrink         | 1053–1078                  | 2024 | Bruder von Elly |
| Jamila Weintritt                                                                    | Chiara Dorn                        | 1061–1078                  | 2024 | beste Freundin von Reena; Betreiberin des Schulgartens |
| Lehrer:                                                                             |                                    |                            |      | |
| Tua El-Fawwal                                                                       | Emilia Amani                       | 1053–1078                  | 2024 | Referendarin; Leiterin des Zukunftsmoduls; Tante von Tahmi |
| Frederic Heidorn                                                                    | Sascha Hauser                      | 1053–1077                  | 2024 | Lehrer für Sport und Französisch; Sportkoordinator |
| Ill-Young Kim                                                                       | Jong Hi Chung                      | 1053–1077                  | 2024 | Schuldirektor; Lehrer für Mathematik, Physik und Sport |
| Liz Baffoe                                                                          | Changa Miesbach                    | 1054–1076                  | 2024 | Lehrerin für Englisch, Kunst, Musik und Darstellendes Spiel |
| Meri Koivisto                                                                       | Ainikki Holopainen                 | 1055–1072                  | 2024 | Lehrerin für Biologie und Chemie |
| Olaf Burmeister                                                                     | Dr. Heinrich „Heiner“ Zech         | 1057–1074                  | 2024 | stellvertretender Schuldirektor; Lehrer für Latein, Geschichte und Geografie |
| weiteres Schul-/ Internatspersonal:                                                 |                                    |                            |      | |
| Caroline Groß                                                                       | Charlotte Gajewsky                 | 1053–1078                  | 2024 | Schwester von Leon; Leiterin des Share Space |
| Elisa Ueberschär                                                                    | Wiebke Schiller                    | 1053–1075                  | 2024 | gelernte Tischlerin; Internatsleiterin und Erzieherin; Hausmeisterin |
| Robert Schupp                                                                       | Dr. Michael Berger                 | 1054–1078                  | 2024 | Leiter des Schulverwaltungsamtes |
| Johanna Willmes                                                                     | Franziska „Franzi“ Fuchs           | 1063–1069                  | 2024 | angehende Schulsozialarbeiterin |
| Nebencharaktere:                                                                    |                                    |                            |      | |
| Schüler:                                                                            |                                    |                            |      | |
| Johannes Degen                                                                      | Colin Thewes                       | 1053–1056, 1077–1078       | 2024 | Freund von Noah; bester Freund von Julia; dritter Stipendiat des „Berger-Stipendiums“; Mitbewohner von Noah und Joel; folgte in Episode 1056 Julia nach Köln; kam in Episode 1077 zurück nach Erfurt Stimmenauftritte in den Episoden 1062 und 1073 |
| Clara Jaschob                                                                       | Io Pück                            | 1063–1064                  | 2024 | Ex-Freundin von Leon; geht nach England auf ein Internat |
| Paula Uhde                                                                          | Fabienne Hoods                     | 1068, 1070                 | 2024 | Sportstipendiatin |
| Erwachsene:                                                                         |                                    |                            |      | |
| Anna Julia Antonucci                                                                | Soraya Zielenski                   | 1054, 1056                 | 2024 | Tochter von Udo Winkler; Mutter von Maxi Zielenski |
| Chris Lamprecht                                                                     | Toni „Tornado“ Hoppe               | 1060–1061, 1063, 1070–1071 | 2024 | Wrestler; Neffe von Sabine Hoppe |
| Manfred Möck                                                                        | Udo Winkler                        | 1066, 1077–1078            | 2024 | Vater von Soraya Zielenski, Großvater von Maxi Zielenski; DDR-Zeitzeuge |
| Yalany Marschner                                                                    | Patrick Eilers                     | 1067, 1069, 1073           | 2024 | Schauspieler; Bruder von Ava |
| Mai Duong Kieu                                                                      | Linh Ngyuen                        | 1068–1069                  | 2024 | Kunsthistorikerin; Tochter von Gabriele Knauer alias Gaby Saalfeld |
| Prominente Gastdarsteller (Bemerkungen bezeichnen hier die Berufe der Prominenten): |                                    |                            |      | |
| Ariane Alter                                                                        | Vorsitzende des Kleingartenvereins | 1074                       | 2024 | Moderatorin |

## Episoden
| Nr. (ges.) | Nr. (St.) | Originaltitel | Erstausstrahlung | Regie          | Drehbuch                                 | Alternativtitel                                      |
| ---------- | --------- | ------------- | ---------------- | -------------- | ---------------------------------------- | ---------------------------------------------------- |
| 1053       | 1         | Folge 1053    | 11. März 2024    | Ali Hakim      | Anna Dimitrova                           | Lose, Glück und Chaos                                |
| 1054       | 2         | Folge 1054    | 11. März 2024    | Ali Hakim      | Anna Dimitrova                           | Die Mission beginnt                                  |
| 1055       | 3         | Folge 1055    | 18. März 2024    | Ali Hakim      | Dana Bechtle-Bechtinger, Janine Dittmann | Remote ist nicht das Gleiche                         |
| 1056       | 4         | Folge 1056    | 18. März 2024    | Ali Hakim      | Dana Bechtle-Bechtinger                  | Gedankenkarussell                                    |
| 1057       | 5         | Folge 1057    | 25. März 2024    | Anne Thieme    | Paul Markurt                             | Vom künstlerischen Ich und anderen Herausforderungen |
| 1058       | 6         | Folge 1058    | 25. März 2024    | Anne Thieme    | Paul Markurt                             | Lasst uns feiern, Schwestern!                        |
| 1059       | 7         | Folge 1059    | 1. Apr. 2024     | Anne Thieme    | Marvin Machalett                         | Die Zimmerparty                                      |
| 1060       | 8         | Folge 1060    | 1. Apr. 2024     | Anne Thieme    | Djawid Balakarzai                        | Das richtige Mindset                                 |
| 1061       | 9         | Folge 1061    | 8. Apr. 2024     | Nadine Keil    | Georg Malcovati                          | Die verschenkte Prüfung                              |
| 1062       | 10        | Folge 1062    | 8. Apr. 2024     | Nadine Keil    | Georg Malcovati                          | Gefühlschaos                                         |
| 1063       | 11        | Folge 1063    | 15. Apr. 2024    | Nadine Keil    | Luisa Nöllke                             | Im Wrestling-Ring                                    |
| 1064       | 12        | Folge 1064    | 15. Apr. 2024    | Nadine Keil    | Anne Gröger                              | Geheimnisse, Prioritäten und Pferdemist              |
| 1065       | 13        | Folge 1065    | 22. Apr. 2024    | Severin Lohmer | Djawid Balakarzai                        | Liebe oder Freundschaft                              |
| 1066       | 14        | Folge 1066    | 22. Apr. 2024    | Severin Lohmer | Max Honert                               | Zeitzeuge                                            |
| 1067       | 15        | Folge 1067    | 29. Apr. 2024    | Severin Lohmer | Max Honert                               | Zeitreise                                            |
| 1068       | 16        | Folge 1068    | 29. Apr. 2024    | Severin Lohmer | Marvin Machalett                         | Mission: Schatzsuche                                 |
| 1069       | 17        | Folge 1069    | 6. Mai 2024      | Severin Lohmer | Marvin Machalett                         | Das perfekte Team                                    |
| 1070       | 18        | Folge 1070    | 6. Mai 2024      | Alkmini Boura  | Paul Markurt                             | Ein neuer Plan                                       |
| 1071       | 19        | Folge 1071    | 13. Mai 2024     | Alkmini Boura  | Paul Markurt                             | Verfolgungsjagd                                      |
| 1072       | 20        | Folge 1072    | 13. Mai 2024     | Alkmini Boura  | Livia Valensise                          | Alle für Einstein                                    |
| 1073       | 21        | Folge 1073    | 20. Mai 2024     | Alkmini Boura  | Yashi Freitag                            | Die Suche nach der Wahrheit                          |
| 1074       | 22        | Folge 1074    | 20. Mai 2024     | Nils Dettmann  | Dana Bechtle-Bechtinger                  | Die Schatzkarte                                      |
| 1075       | 23        | Folge 1075    | 27. Mai 2024     | Nils Dettmann  | Dana Bechtle-Bechtinger                  | Bittere Enttäuschung                                 |
| 1076       | 24        | Folge 1076    | 27. Mai 2024     | Nils Dettmann  | Luisa Nöllke                             | Das Kintsugi-Abenteuer                               |
| 1077       | 25        | Folge 1077    | 3. Juni 2024     | Nils Dettmann  | Marvin Machalett                         | Der Code-Knacker                                     |
| 1078       | 26        | Folge 1078    | 3. Juni 2024     | Nils Dettmann  | Marvin Machalett                         | Noahs Geständnis                                     |